# Christian Hasselbalch
Christian Steen Hasselbalch (født 27. februar 1851 i Randers, død 7. august 1925 i Rungsted) var en dansk grosserer og fabrikant, der ejede mange virksomheder og fik betydning for Kongens Lyngbys industrielle udvikling.
Gennem firmaet Hasselbalch & Co. ledede han firmaerne Dansk Gardin & Textil Fabrik, Dansk Farveri & Merceneringsanstalt og Lyngby Mølle.
Han blev Ridder af Dannebrog 1903, Dannebrogsmand 1906, Kommandør af 2. grad 1910 og af 1. grad 1921.
Han havde privatbolig i villaen Kristianiagade 3 (1897-98) i København, der var tegnet af arkitekten Kristoffer Varming. Hans naboer i gaden var også store fabrikanter; henholdsvis Otto Benzon i nr. 1, Otto Mønsted i nr. 5 og Emil Vett i nr. 7.
Han er begravet på Vestre Kirkegård.
Der findes portrætmalerier af Carl Wentorf fra 1895 og af Knud Larsen fra 1915. Portrætteret på Laurits Tuxens maleri Man rejser sig fra bordet (1906) af middag hos Jacob Moresco.